# Nautilus Pompilius

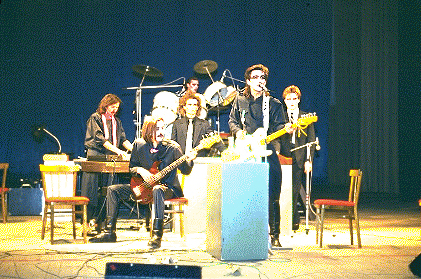
Nautilus Pompilius

Nautilus Pompilius (ryska: Наутилус Помпилиус) var ett sovjetiskt-ryskt rockband som bildades i Sverdlovsk 1983. Bandet upplöstes 1997 varefter dess frontfigur och sångare Vjatjeslav Butusov gjorde solokarriär.